# Henry Woodward
Henry Bolingbroke Woodward, född 29 november 1832 i Norwich, död 6 september 1921 i Bushey, var en engelsk paleontolog.
Woodward var 1880–1901 anställd som föreståndare (Keeper) för geologiska avdelningen i British Museum i London och publicerade ett stort antal grundläggande paleontologiska arbeten, däribland A Monograph of British Fossil Crustacea Belonging to the Order of Merostomata (1866–1878) och Carboniferous Trilobites (1883–1884). Han tilldelades Murchisonmedaljen 1884 och Wollastonmedaljen 1906.